# Intestinele la păsări
Intestinele sunt organul principal de digerare și absorbție la păsări. Primește bilă de la ficat și suc pancreatic de la pancreas. 
Este divizat în:

## Intestinul subțire
Îndeplinește majoritatea funcțiilor.

## Intestinul gros
Rolul său este limitat la absorbția apei și electroliților.